# Марл
Марл (њем. Marl) град је у њемачкој савезној држави Северна Рајна-Вестфалија. Једно је од 10 општинских средишта округа Реклингхаузен. Према процјени из 2010. у граду је живјело 88.836 становника. Посједује регионалну шифру (AGS) 5562024, NUTS (DEA36) и LOCODE (DE MAL) код.

## Географски и демографски подаци
Марл се налази у савезној држави Северна Рајна-Вестфалија у округу Реклингхаузен. Град се налази на надморској висини од 70 метара. Површина општине износи 87,6 km². У самом граду је, према процјени из 2010. године, живјело 88.836 становника. Просјечна густина становништва износи 1.014 становника/km².

## Међународна сарадња
| Мјесто      | Држава               | Врста сарадње | Од    |
| ----------- | -------------------- | ------------- | ----- |
| Залаегерсег | Мађарска             | партнерство   | 1999. |
| Кушадаси    | Турска               | партнерство   | 1999. |
| Чангџи      | Кина                 | контакт       | 1993. |
| Херцлија    | Израел               | партнерство   | 1981. |
| Пендл       | Уједињено Краљевство | партнерство   | 1994. |
| Креј        | Француска            | партнерство   | 1975. |
| Извор       |                      |               |       |